# Иордаке Русет-Розновану
Иордаке Русет-Розновану (молд. Иордаке Русет-Розновану; ок. 1764 —1836) — наместник господаря (каймакам) Молдавского княжества в 1806 году.

## Биография
Сын Николая Русет-Резновану (1725—1806) от его брака с Смарандой Хрисосколео (1740—1784).  Во время русско-турецкой войны (1806—1812) бежал в Кишинёв и оказывал важные услуги русской администрации. Состоял каймакамом Молдавского княжества с 7 по 31 декабря 1806 года; в 1808—1812 года молдавский вистеар (казначей). Будучи видным и влиятельным среди молдавских бояр, Рознован был одним из кандидатов на молдавский престол.
Твёрдо уверенный, что Россия поддержит греческое восстание, и что войска её войдут в Молдавию и Валахию, занимал выжидательную позицию и прожил в Бессарабии до 1824 года, поддерживая оживлённую переписку с Петербургом. Как человек весьма образованный (владел французским, немецким и русским языками), основал в своем поместье в Стынка первую большую библиотеку в Молдове. Французская и греко-латинская коллекции библиотеки были привезены из Парижа в 1818 году. Годом позже был составлен каталог этой прославленной библиотеки. 

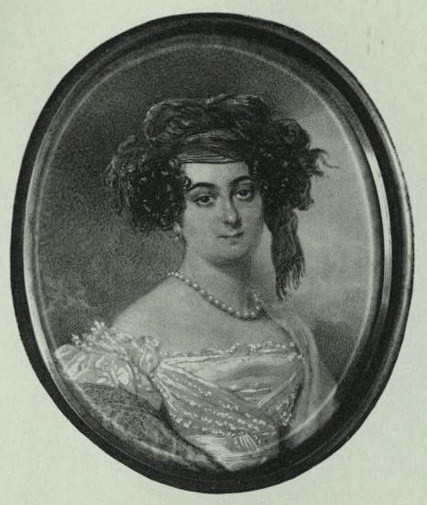
Екатерина Русет-Розновано

Вместе с семьей был кишиневским знакомым Пушкина. По свидетельству И. Липранди, поэт посещал дом Рознована, где бывали балы и вечеринки и «можно было застать несколько ломберных столов». Скончался 16 февраля 1836 года и был похоронен рядом с женой в Ясской митрополии.
Был дважды женат. От первой жены Профире (Пульхерии) Балш (ум. 25.07.1799) имел двух сыновей:
- Николай (1794—1858), получил образование во Франции и в Германии. С 1811 года был женат на известной княжне Екатерине Гика (1785—1870), у них было две дочери, выпускницы Смольного института — Пульхерия (1812—1862; в замужестве за бароном Розеном) и  Мария (1815—1899; в замужестве за графом Л. Л. Соллогубом). Брак закончился разводом.
- Александр (1798—1853), владелец имения в Рожнове, его сын Георгий, видный румынский политик.

## Память
- В 2002 году в Румынии был создан музей Русет-Розновану.[2]